# Kal So-won
Kal So-won (갈소원?, 葛瀟轅?, Gal So-wonLR, Kal SowŏnMR; Seul, 14 agosto 2006) è un'attrice sudcoreana.

## Filmografia

### Cinema
- Don-ui mat (돈의 맛?), regia di Im Sang-soo (2012)
- 7beonbang-ui seonmul (7번방의 선물?), regia di Lee Hwan-kyung (2013)

### Televisione
- Butakhaeyo captain (부탁해요 캡틴?, Butakhaeyo kaeptinLR) – serie TV (2012)
- Roller Coaster (롤러코스터?, Rolleo koseuteoLR) (2012)
- Chulsaeng-ui bimil (출생의 비밀?) – serie TV (2013)
- Medical Top Team (메디컬 탑팀?, Medikeol tap timLR) – serie TV(2013)
- Nae insang-ui hok (내 인생의 혹?) – film TV(2014)
- Nae ttal, Geum Sa-wol (내 딸, 금사월?) – serie TV(2015)
- Hwaryeohan yuhok (화려한 유혹?) – serie TV(2015)
- Doctors (닥터스?, DakteoseuLR) – serie TV(2016)
- Pureun bada-ui jeonseol (푸른 바다의 전설?) – serie TV(2016)
- Hwa-yugi (화유기?) – serie TV(2017)
- YG jeollyakjaryobonbu (YG전략자료본부?) – webserie (2018)
- Tomorrow (내일?, Nae-ilLR) – serie TV (2022)
- Delivery Man (딜리버리 맨!?) – serie TV (2023)

## Riconoscimenti
| Anno | Eventi                                    | Premio             | Ricevente                                      | Fonti           |
| ---- | ----------------------------------------- | ------------------ | ---------------------------------------------- | --------------- |
| 2011 | 1st Korea Yakult Superstar V-KIDS Contest | N.D.               | N.D.                                           | Vincitore/trice |
| 2013 | 49th Baeksang Arts Awards                 | Best New Actress   | Miracle in Cell No. 7                          | Candidato/a     |
| 2013 | 6th Korea Drama Awards                    | Best Young Actress | The Secret of Birth                            | Vincitore/trice |
| 2013 | 22nd Buil Film Awards                     | Best New Actress   | Miracle in Cell No. 7                          | Candidato/a     |
| 2013 | 50th Grand Bell Awards                    | Best Actress       | Miracle in Cell No. 7                          | Candidato/a     |
| 2013 | 50th Grand Bell Awards                    | Best New Actress   | Miracle in Cell No. 7                          | Candidato/a     |
| 2013 | 50th Grand Bell Awards                    | Special Jury Prize | Miracle in Cell No. 7                          | Vincitore/trice |
| 2015 | 4th APAN Star Awards                      | Best Young Actress | Nae ttal, Geum Sa-wol                          | Vincitore/trice |
| 2015 | 34th MBC Drama Awards                     | Best Young Actress | My Daughter, Geum Sa-wol, Glamorous Temptation | Vincitore/trice |